# La Aldea del Obispo
La Aldea del Obispo (anteriormente denominado Aldea de Trujillo) es un municipio y localidad española de la provincia de Cáceres, en la comunidad Autónoma de Extremadura. El término municipal, ubicado en el partido judicial de Trujillo, tiene una población de 286 habitantes (INE 2024).

## Geografía
El término de La Aldea del Obispo es un enclave dentro del término de Trujillo. Se encuentra entre encinares de la dehesa de la penillanura trujillano-cacereña, al norte del berrocal de Trujillo, y con predominancia del complejo esquisto-grauwáquico donde es común el afloramiento de pizarras. No está demasiado distante de dos ríos de pequeña entidad, el más importante de ellos es el Tozo (afluente del río Almonte). En sus inmediaciones se hallan algunas vías pecuarias, las más señaladas son: la Cañada Real de la Plata o Vizana, Cordel del Puente de la Lavadera (localmente conocido como Puente de La Vaera) o el Cordel de la Puente Mocha.
La localidad está comunicada con la carretera autonómica EX-208 que transcurre entre Plasencia (atravesando el parque nacional de Monfragüe), Trujillo y Zorita (con dirección a Guadalupe) por medio de la carretera local CC-88 (con tan solo 1,4 km); y con la Autovía del Suroeste (A-5) por una estrecha carretera vecinal que continúa hasta Torrecillas de la Tiesa. También existe una carretera local que enlaza el municipio con la carretera CC-128 Trujillo-Monroy.

## Historia

### Edad Media
Fernando III el Santo, rey de Castilla, desde el Alcázar de Toledo a mediados de diciembre de 1231, intimaba a los maestres de Santigo, del Temple, de los Hospitalario y al Obispo de Plasencia Domingo I de la orden de Alcantara, para que a primero de enero se encontransen próximos a Trujillo para su reconquista. El día 25 de enero de 1232 se consiguió la victoria. El rey manifestó su gratitud por la inestimable ayuda donando, por su eficaz participación al obispo Domingo (obispo de 1212 a 1232) entre otros regalos 10 yugadas de terreno en el egido de Trujillo, que el prelado no pudo llegar a disfrutar, porque murió el mismo año. El 11 de diciembre de 1257 se hizo cargo de la citada donación el sucesor de Domingo, el obispo Adán (obispo de 1234 a 1262), según la carta de donación firmada en Trujillo el 11 de diciembre de 1257, firmada por los alcaldes de trujillo Bernardo y Gil, siendo el juez Esteban Diego y el escribano del concejo Mathias.
En la carta de donación entre otras cosas dice que tienen su casa el Obispo y Bernardo las suyas. Y esta heredad es también de suso de la carrera de Plasencia. Se conserva en el pueblo una casona o casero (se cree sería la morada del Obispo), con un escudo en el que se ven los cuarteles de las casas de Pizarro, Torres, Hinojosa y Carvajal, perteneciente a los sucesivos moradores. En torno a esta mansión episcopal se fueron adhiriendo edificios, poco a poco los servidores del Obispo, los labradores y ganaderos formaron un núcleo urbano.  

### Edad Moderna
Fragmento del Interrogatorio de la Real Audiencia de Extremadura. Partido de Trujillo (Archivo Histórico Provincial de Cácares Legajo 372 exp. 3) dice "este arrabal de Trujillo lo componen 83 vecinos y 427 almas."

### Edad Contemporánea
Cáceres 14 de abril de 1829 Juan Martín Delgado. A partir de la Constitución española de 1812 se separó de Trujillo formando ayuntamiento propio y denominándose Aldea del Obispo, aunque siguió dependiendo de Trujillo hasta 1837. 
Desde 1834 quedó integrado en el partido judicial de Trujillo. En el censo de 1842 contaba con 70 hogares y 383 vecinos. A mediados del siglo XIX, el lugar tenía contabilizadas 90 casas. Aparece descrito en el primer volumen del Diccionario geográfico-estadístico-histórico de España y sus posesiones de Ultramar de Pascual Madoz de la siguiente manera:

ALDEA DEL OBISPO: l. con ayunt. de la prov. y aud. terr. de Cáceres (7 leg.), part. jud. y adm. de rent. de Trujillo (2), c. g. de Badajoz (21), dióc. de Plasencia (12): sit. en un llano al N. de Trujillo, ofrece un clima suave, y propenso en el verano acalenturas intermitentes; tiene 90 casas, entre las cuales apenas habrá seis medianamente cómodas, las restantes son pequeñas, de construccion miseralble, de un solo piso, y no esceden de 5 varas de altura; forman calles mal alineadas, de suelo muy desigual y molesto por ser todo pizarral y una plaza tan mala como aquellas: no hay casa municipal y el ayunt. celebra sus sesiones en casa del alc. ó el secretario; siendo de notar que recibe de los fondos de propios de Trujillo la dotacion de 200 ducados para sus atenciones y pago de maestro de primera educacion. La parr. es moderna, de muy buen aspecto y solidez: está dedicada á Ntra. Sra. del Rosario, pero se ignora su fundacion por haber desaparecido el archivo el año 1809: fuera de la pobl. en el camino que dirige desde Plasencia á Trujillo, hay un palacio del conde Campo Alange, sit. en una hondonada, con buenas aguas, y rodeado de buenas deh. de pastos y encinas. No tiene térm.; goza solo de un pequeño egido ansarero como de 12 á 14 fan. de cabida que no se cultiva, el cual linda por N. con la suerte titulada El Cuarto Sano propia del marques de S. Juan; E. y S. con la llamada del Obispo, y O. con la de Labradillos propia del marques de Sta. Marta, todo en tierra de Trujillo: los labradores toman en arrendamionlo de estas ú otras suertes inmediatas sobre 500 fan. de tierra, para surtirse de cereales, y mantener el poco ganado que poseen, pues á escepcion de 10 á 12 vec., todos los demas son carboneros, en los montes de Trujillo, y espenden este género en todas las pobl. de la comarca: los caminos son de herradura y en mal estado: se recibe la correspondencia en Trujillo por los mismos interesados que van á buscarla. Pobl. 70 vec.: 383 alm.: cap. prod.: 1.273,000 rs.: imp. 64,800: contr.: 6,116 rs. 13 mrs. vn. Este l. fue arrabal de Trujillo, de quien en todo dependia, y cuyo ayunt. nombraba un alc. de barrio con el nombre de comisario, hasta el año de 1812 que en virtud de lo dispuesto en la Constitucion, se separó, formando ayunt. propio: ha seguido en esta parte las vicisitudes de aquella ley política, hasta el año 1837 en que definitivamente se constituyó como pueblo separado, aunque su presupuesto municipal es de cargo del ayunt. de aquella c.
(Madoz, 1845, p. 494)

En 1916 el gobierno del rey Alfonso XIII, presidido por Álvaro de Figueroa y Torres, conde de Romanones, aprobó un real decreto cambiando el nombre a 573 Ayuntamientos de España por tener idénticos nombres, en la provincia de Cáceres fueron 20 y entre ellos se encontraba Aldea del Obispo por coincidir con otro de igual nombre en la provincia de Salamanca, pasando a ser denominado Aldea de Trujillo. Dado en palacio a veintiséis de junio de mil novecientos dieciséis.
Después de 81 años 3 meses y 11 días (26/06/1916 al 7/10/1997), la corporación municipal presidida por el alcalde Miguel Ángel Solís Vaquero decidió por unanimidad cambiar el nombre del pueblo por el de origen Aldea del Obispo. La Dirección Gral. del Régimen Jurídico y Económico Territorial, denegó la inscripción en el registro, por ser idéntico el nombre al de otro municipio de la provincia de Salamanca. La corporación después de debatir el asunto decidió añadir la palabra «La», por decreto 117/1997 DOE n.º 120 de 14 de octubre de 1997, se autoriza el cambio de denominación del municipio de Aldea de Trujillo por el de La Aldea del Obispo.
Hay en pueblo una calle dedicada a José-Luis Gómez Solís, guardia civil, asesinado por la organización terrorista vasca, ETA. Un ejemplar del Periódico HOY, luce en las vitrinas de una estantería en el Ayuntamiento con el homenaje que se le rindió.

## Demografía
La Aldea del Obispo cuenta con una población de 286 habitantes (INE 2024).
| Gráfica de evolución demográfica de La Aldea del Obispo entre 1842 y 2021 |
| |
| Población de derecho según los censos de población del INE Población de hecho según los censos de población del INEEn este censo se denominaba Aldea del Obispo: 1842. En estos censos se denominaba Aldea de Trujillo: 1920, 1930, 1940, 1950, 1960, 1970, 1981 y 1991. |

## Economía

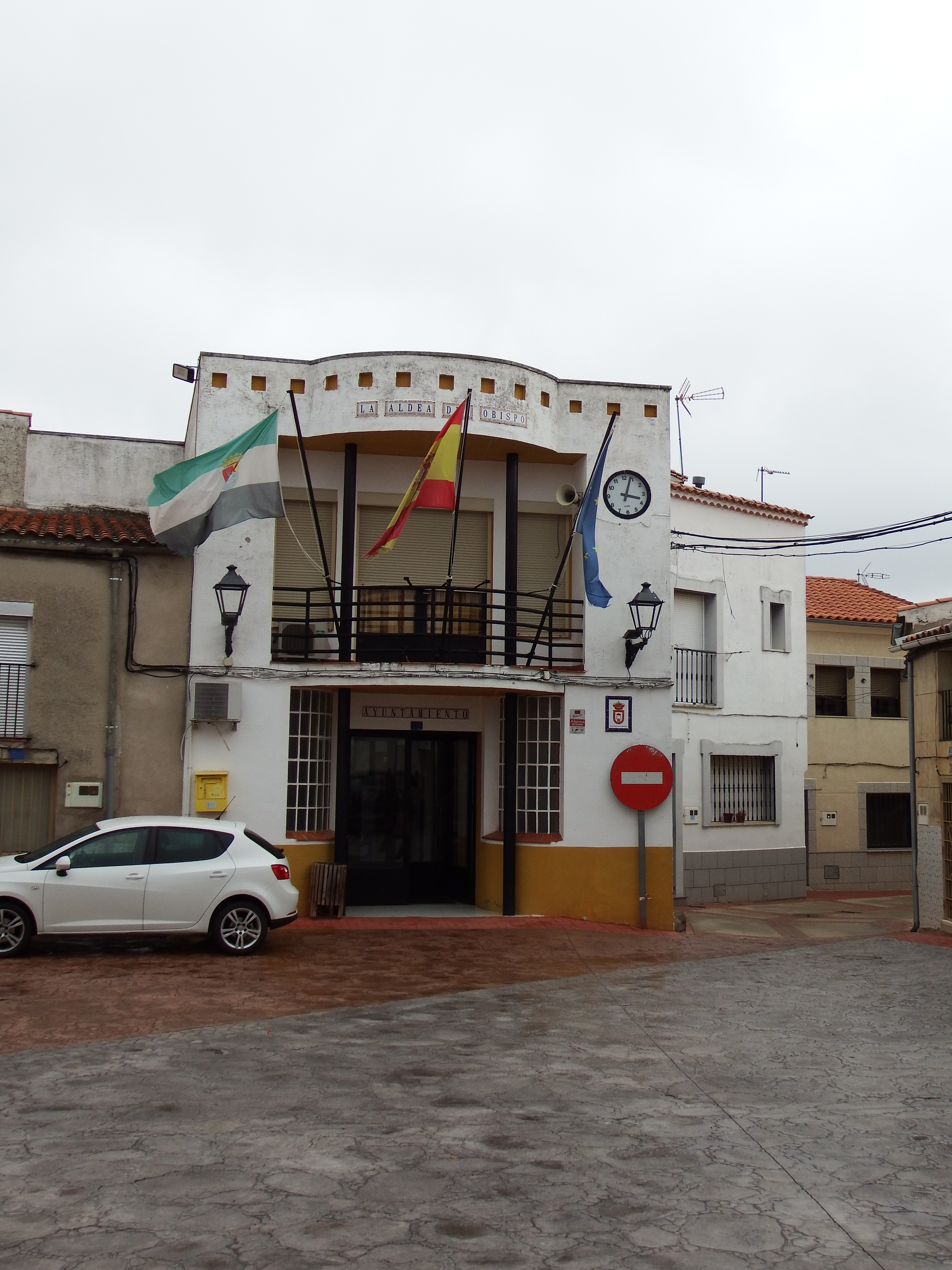
Casa consistorial

Es una localidad emientemente agrícola donde la cría de animales (vacas y ovejas principalmente) y el cultivo de cereales en el paisaje adehesado convive con actividades cinegéticas y silvícolas (leña y carbón de encina sobre todo).

## Heráldica
El escudo municipal fue aprobado mediante la Orden de 9 de mayo de 2000, por la que se aprueba el Escudo Heráldico, para el Ayuntamiento de Aldea del Obispo, publicado en el Diario Oficial de Extremadura el 18 de mayo de 2000 y aprobada por la Consejera de Presidencia María Antonia Trujillo, luego de haber aprobado el ayuntamiento el escudo el 16 de junio de 1997 y el 16 de noviembre de 1999, y emitir informes el Consejo Asesor de Honores y Distinciones de la Junta de Extremadura el 28 de noviembre de 1996 y el 29 de marzo de 1999. El escudo se define así:

Escudo de plata, una casa al natural surmontada de capelo episcopal de gules. Bordura de gules con dos castillos y dos leones de oro en sus cantones. Al timbre, Corona Real cerrada.

## Patrimonio

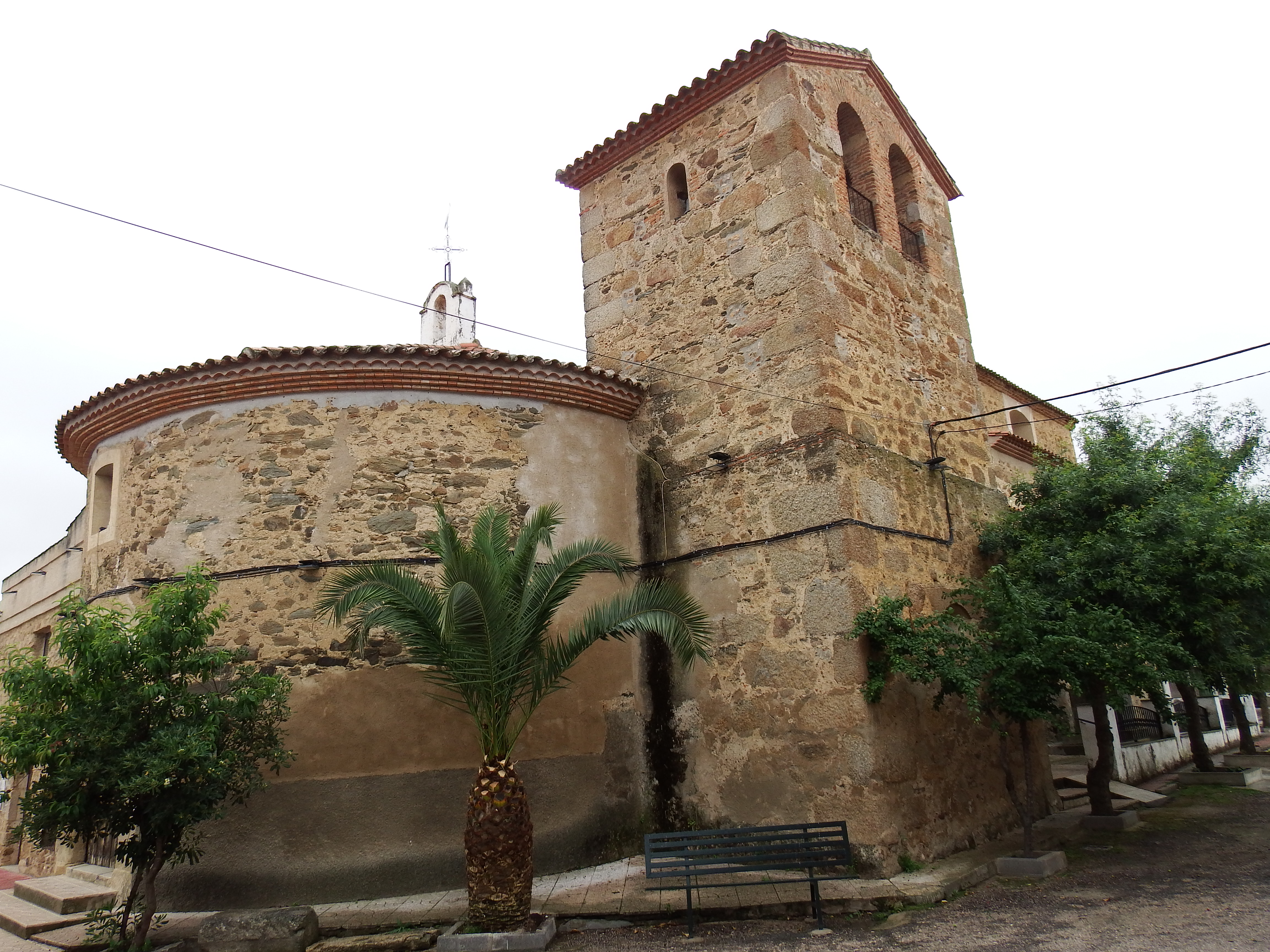
Iglesia de Nuestra Señora del Rosario

El principal monumento es la iglesia parroquial católica bajo la advocación de Nuestra Señora del Rosario, en la archidiócesis de Mérida-Badajoz, diócesis de Plasencia, arciprestazgo de Trujillo. Edificio barroco, que data del siglo XVIII y está construida sobre un edificio anterior cuyo campanario, del siglo XVI, aún permanece. Pascual Madoz en su obra Diccionario Histórico-Geográfico de Extremadura (1833-1835) dice: El Carrascal se llamó antiguamente Malpartida término de Trujillo en la inmediación del camino de Madrid, han desaparecido casi todos los edificios, utilizándose como postas la llamada casa del Carrascal y la parroquia con la advocación de Sta. María del carrascal, tenía por anejos las de Torrecillas, Aldea del Obispo y moradores del despoblado de Torre Aguda. Se dejó de celebrar en dicha parroquia por los años 1780, pasando todas las pertenencias a las parroquias de Torrecillas y la Aldea del Obispo. En el interior de la iglesia de la Aldea se encuentra un retablo barroco donde se halla una imagen de la Virgen del Carrascal, talla gótica, policromada tallada en madera de ciprés, de gran valor y perteneciente al siglo XIV, que junto a la imagen de Cristo de la Salud, un cáliz, una pila bautismal y una campana, pasaron de la iglesia del Carrascal a la de la Aldea del Obispo.

## Gastronomía
Los platos más típicos son la sopa de tomate, el frite, el revuelto y la tortilla de criadillas, las migas, las patatas, el arroz y el bacalao. Aunque ya no se cocinan mucho, también son típicos la ensalada y el aguadillo de pamplinas. Los postres típicos son los huevecillos y los pestiños.